# Saison des pluies en Asie orientale
La saison des pluies en Asie orientale, communément appelée « pluie de prunes » ou « pluie de pruniers » (en chinois traditionnel : 梅雨 ; pinyin : méiyǔ ; en japonais (梅雨, tsuyu ou baiu) ; en coréen 장마 (jangma) ; en russe затяжные (zatiajnié)), désigne la saison des pluies se déroulant de mai à juillet en Asie de l'Est : Chine, Corée, Japon, Russie et Taïwan.

## Au Japon
Elle touche tout l'archipel à l'exception du territoire de Hokkaidō au nord. Elle commence mi-mai dans les îles Ryūkyū, puis touche en juin le reste du Japon, et dure environ six semaines. Pendant cette période, Kyūshū reçoit environ 500 mm d'eau, et les régions du Kantō-Kōshin et du Tōkai 300 mm.
On observe cependant de grandes variations entre les précipitations selon les années.
Elle est due au front pluvial saisonnier, appelé front de Mei-Yu, qui se maintiennent au-dessus du Japon entre les hautes pressions d'origine tropicale et les anticyclones sibériens.
Une seconde saison des pluies intervient de mi-septembre à début octobre et est appelée akisame (秋雨, lit. « pluie d'automne »).